# Nissan Sunny

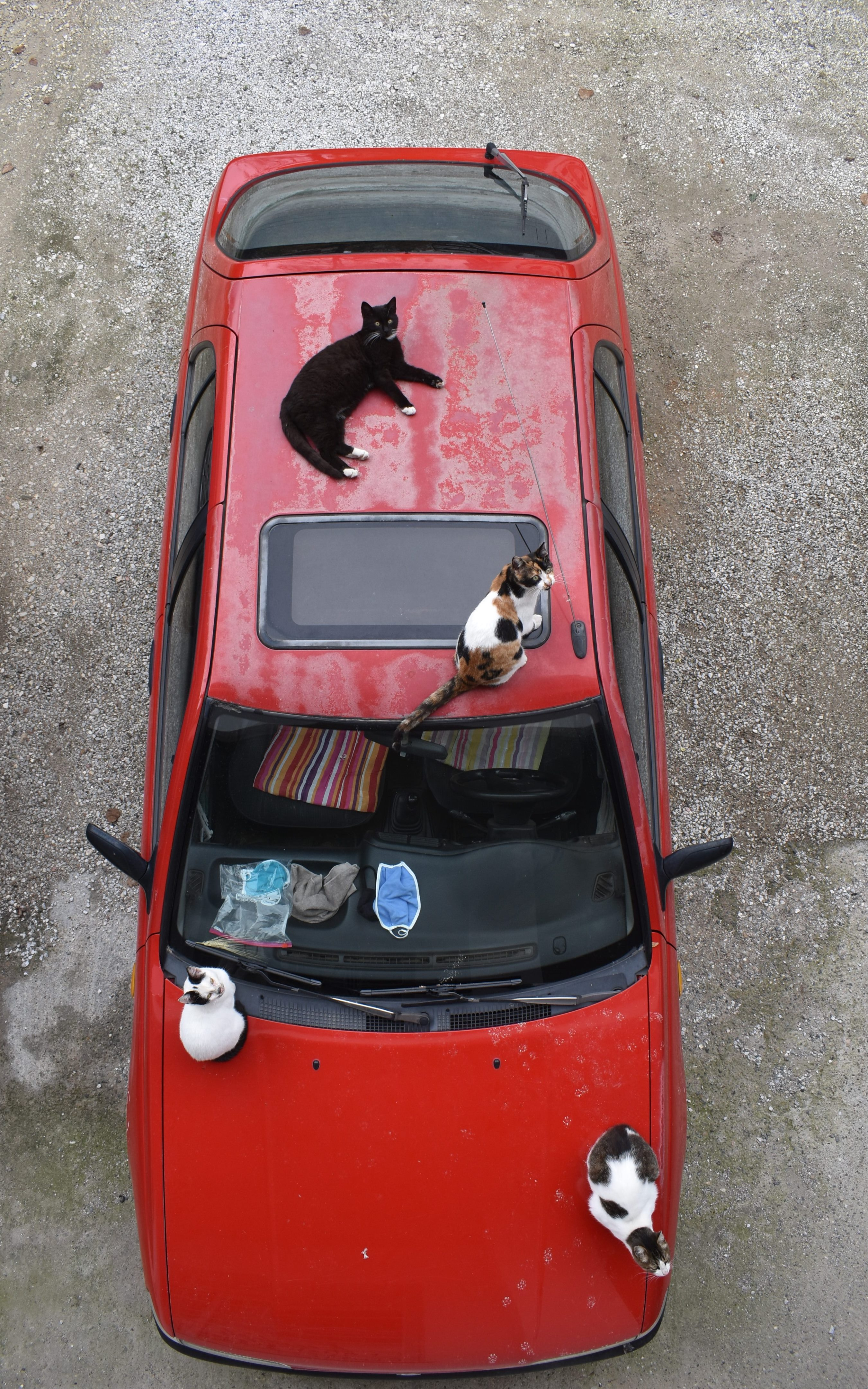
Une Nissan Sunny adoptée par des chats

Datsun Sunny, puis Nissan Sunny a été le nom de plusieurs générations d’automobiles - du segment des compactes - fabriquées par le constructeur japonais Datsun-Nissan. Elles furent le modèle de milieu de gamme inférieur du constructeur.

## Datsun Sunny B110

### Description
La Nissan Sunny B110 est la deuxième génération des Sunny. Cette génération est lancée en janvier 1970, elle est connue en Europe sous le nom de Datsun 1200, ou encore Datsun Finn en Finlande. Elle était la concurrente de la Toyota Corolla.
La Datsun 1200 est équipée de suspension à bras tiré de type MacPherson à l'avant et d'un pont rigide avec des ressorts à lame à l'arrière. Le moteur, le A12, est 200cm3 plus gros que celui de la génération précédente, portant la puissance à 69ch.
Au Japon, quatre finitions sont proposées à son lancement : 
La finition Standard (STD), équipée de frein à tambour à l'avant, c'est la finition basique sans chauffage, ni allume-cigare, aucune option n'est proposée. Cette finition était proposée pour tous les modèles sauf le coupé.
La Finition Deluxe (DX), qui diffère de la précédente par ses badges ainsi que par ses nombreuses pièces chromées (tour de pare-brise, baguettes sur la rainure d'évacuation d'eau, etc.) Elle propose diverses options telles que le blocage de direction, ceinture de sécurité, reposes têtes…
La finition Grand Luxury (GL) qui est équipée d'un intérieur plus soigné qui est disponible en plusieurs couleurs, des badges différents, des freins à disques à l'avant et un volant trois branches.
La finition Grand Luxury Sport (GX) diffère de toutes les autres versions car elle est équipée du moteur A12GX et d'une transmission à cinq rapports (Août 1972).

### Motorisations
Le moteur A12 (1171cm3) fut créé en modifiant la course du vilebrequin de l'A10 (988cm3) qui lui même est un moteur sous licence BMC (Série A).
Avec une course de 70 mm et un alésage de 73 mm, ce moteur se caractérise par sa robustesse ainsi que sa simplicité. L'arbre à cames se trouve dans la partie gauche du bloc, entrainant la pompe à carburant ainsi que la pompe à huile. Il est équipé d'une culasse en aluminium avec un bloc en fonte, les pistons sont de type coulés et en aluminium tandis que le vilebrequin ainsi que l'embiellage est en acier forgé.
Une version sport de ce moteur vu le jour en avril 1970 (A12GX) équipé d'une culasse améliorée (conduits plus gros et double ressorts de soupape), de deux carburateur Hitachi, d'un arbre à cames avec un profil sportif et un meilleur collecteur d'échappement, il produit une puissance de 83ch à 6400tr/min.
Trois boites de vitesses étaient proposées à sa sortie : 
- Automatique à trois rapports, de marque Jatco.

- Manuelle à trois rapports (au volant).

- Manuelle à quatre rapports (au plancher).

En avril 1973, la boite manuelle à 4 rapports subit des modifications internes, la rendant plus robuste.

Au Japon, en Août 1972, la finition GX5 est ajoutée à la gamme. Cette finition à la particularité d'offrir une boite de vitesses à cinq rapports de type "dog leg" (sans overdrive). Cette boite servira par la suite en compétition.

### Les versions dérivées

#### Série B120

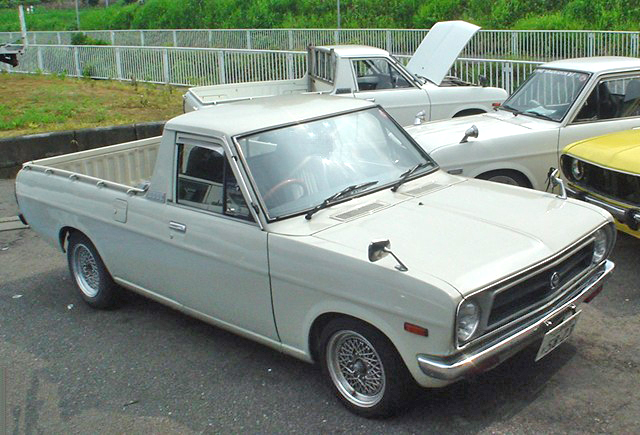
Nissan Sunny Truck B121.
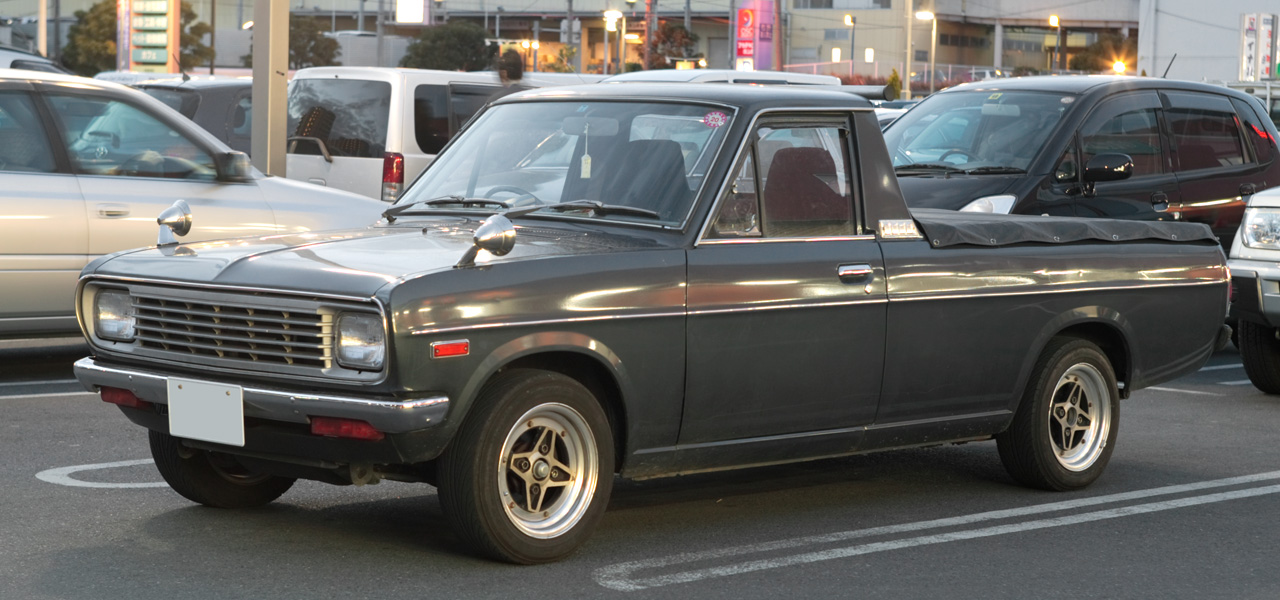
Nissan Sunny Truck B122.

#### Série B140

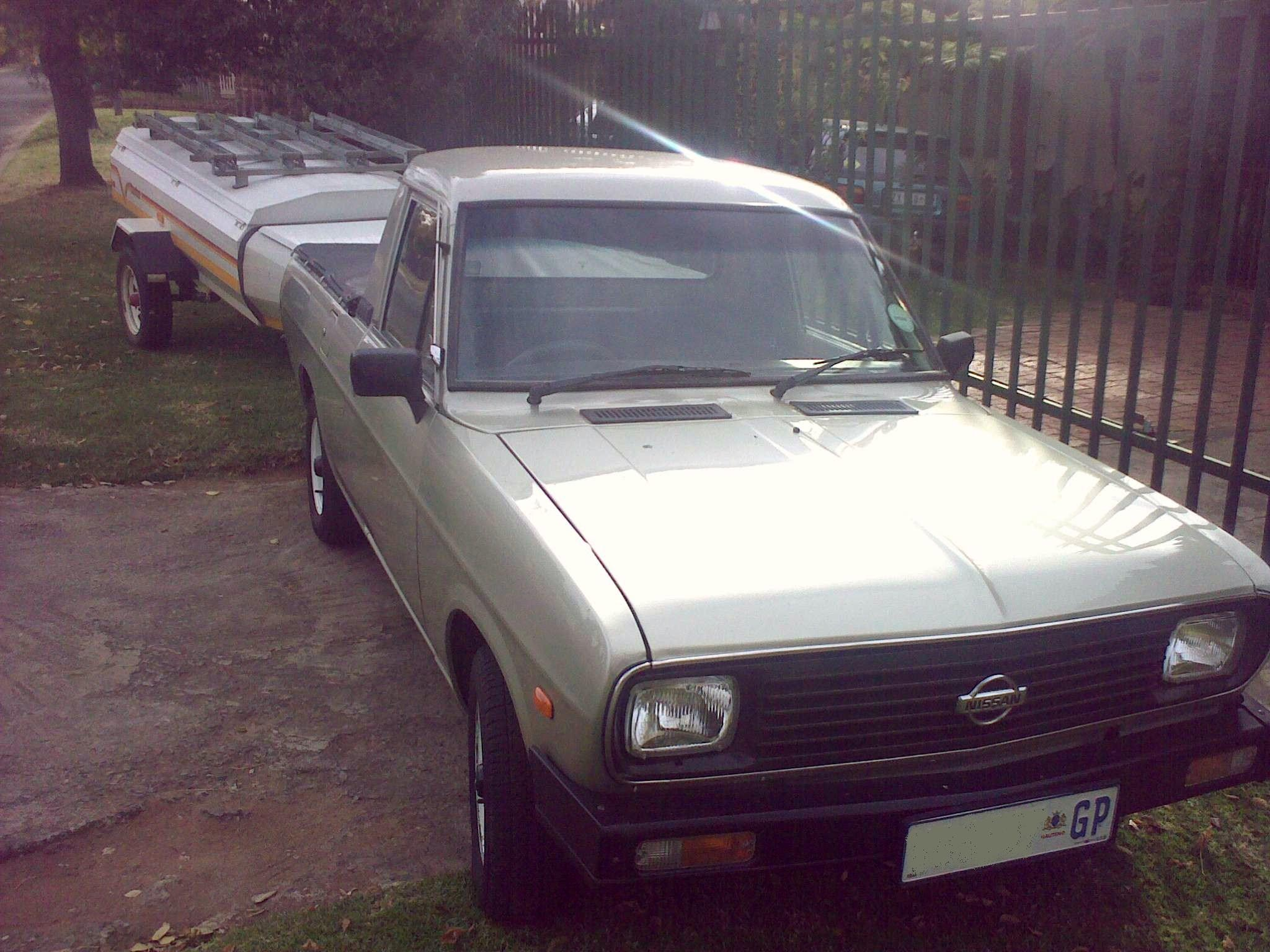
Nissan B140 Bakkie

## Datsun Sunny B210

### Galerie

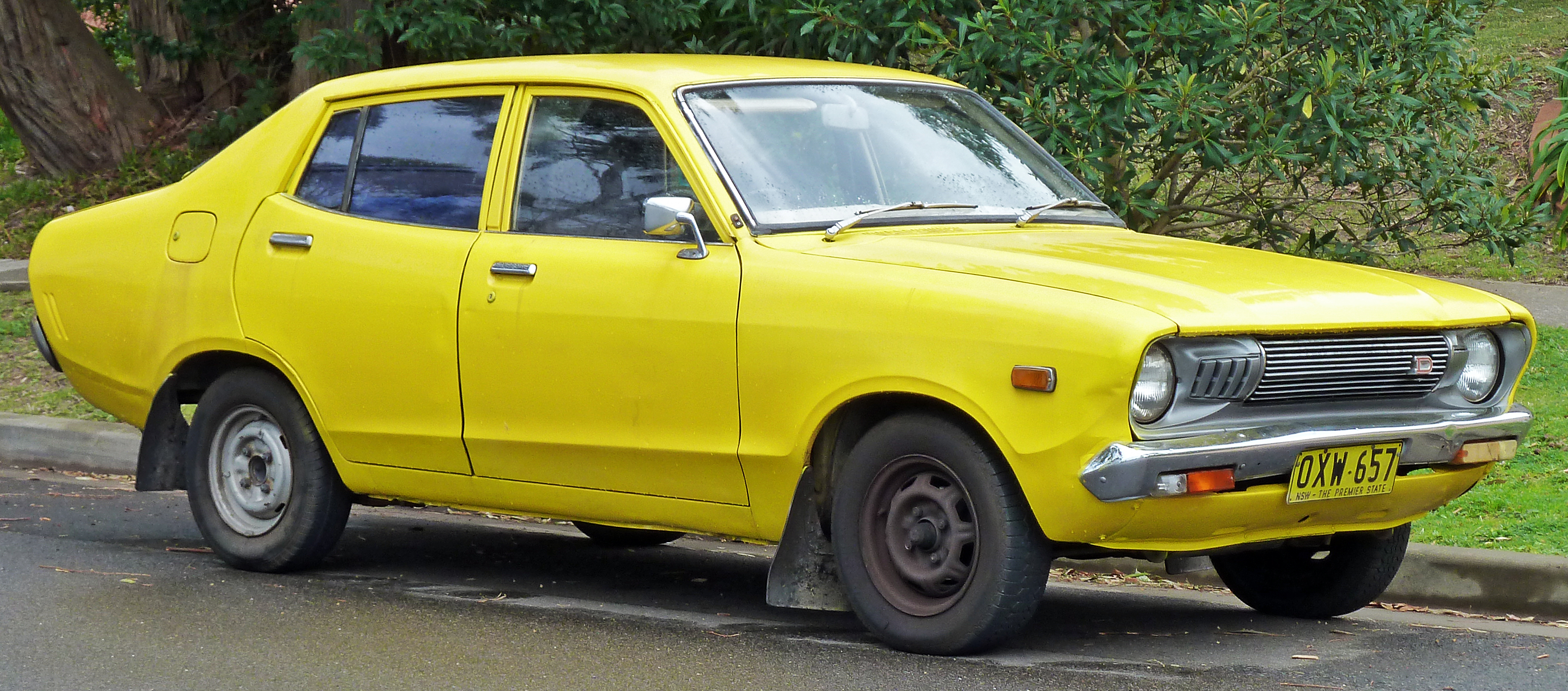
Datsun Sunny 120Y (B210) 5 portes de 1974-1977 (Australie)
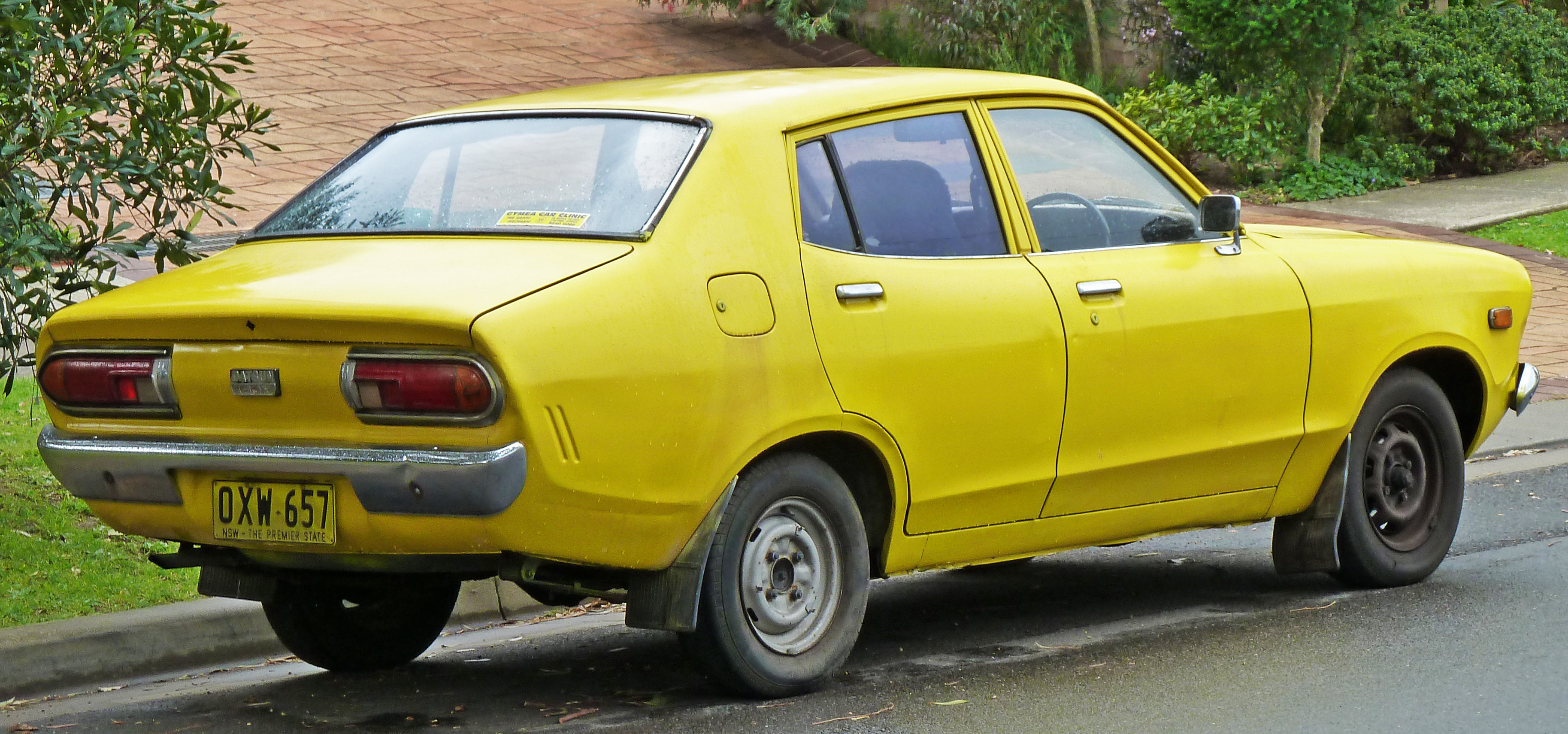
Datsun Sunny 120Y (B210) 5 portes de 1974-1977 (Australie)
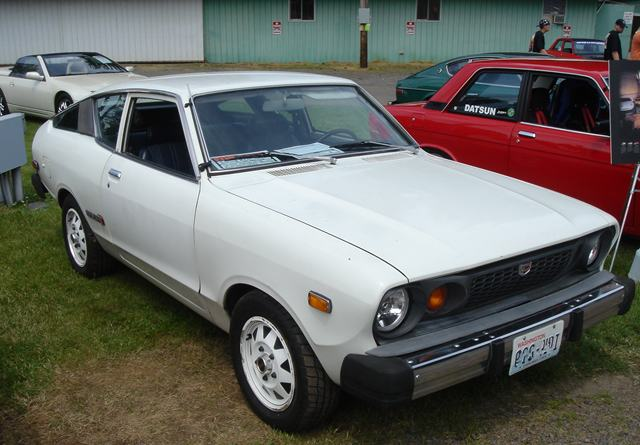
Datsun Sunny B210 Coupé 2 portes
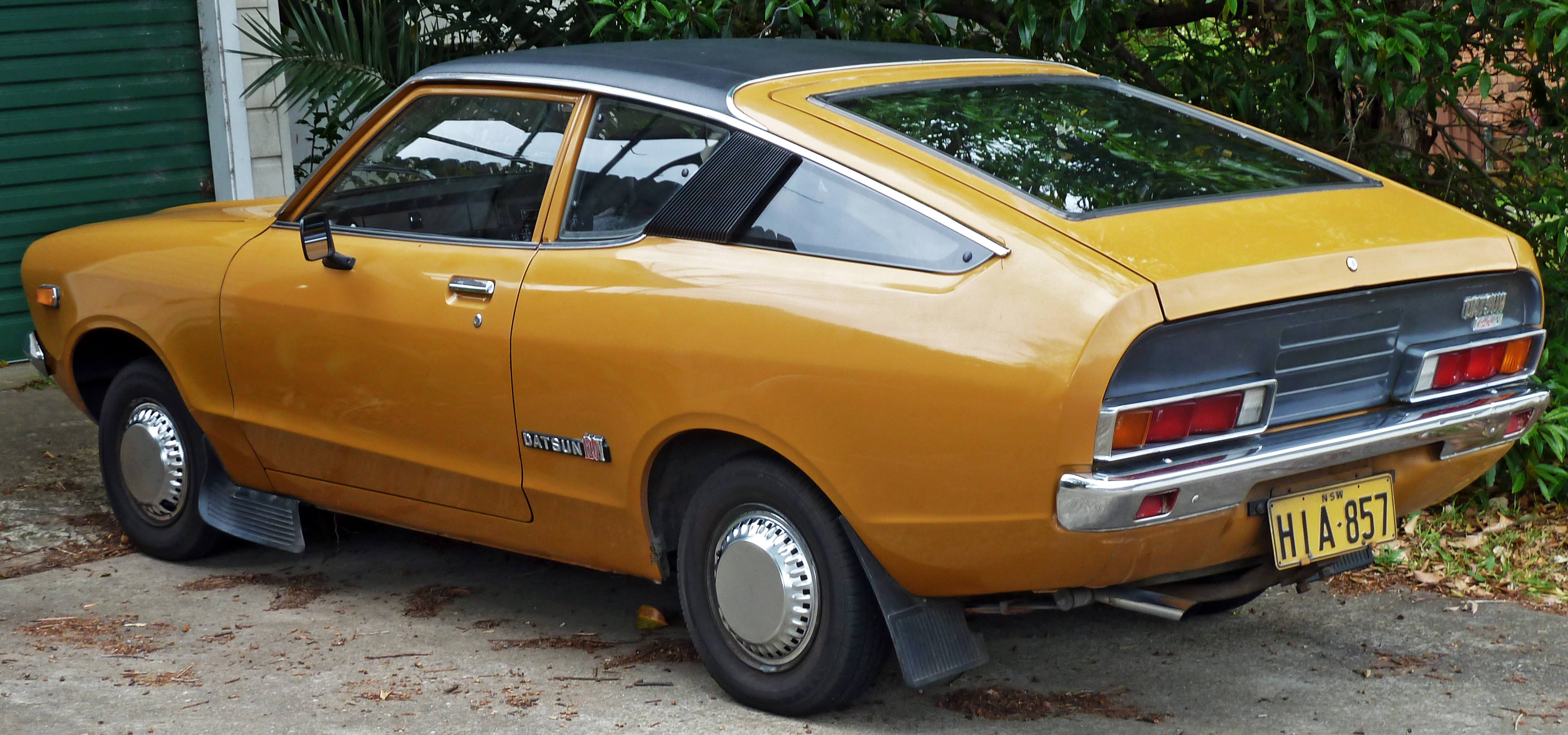
Datsun Sunny 120 Y (B210) Coupé 2 portes de 1974–1979 (Australie)

## Datsun Sunny B310

### Description
La dernière propulsion de la lignée des Datsun-Nissan "Sunny"
Commercialisée partout dans le monde, avec des appellations différentes
En Europe, type B310
Aux États-Unis, type B210 (la même auto)
Robuste, économique et confortable,
Elle participa à la réputation de "solidité" de Nissan-Datsun.

### Motorisations
Moteur essence type A12 1 200 cm3
ou A14 1 400 cm3
ou A15 1 500 cm3
en fonction des marchés

### Galerie

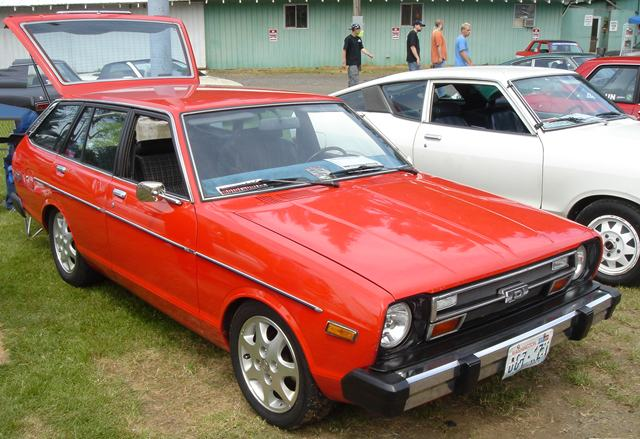
Datsun Sunny B310 Break 5 portes (version Amérique du nord)

## Nissan Sunny B11

### Description
Ce fut la première Sunny du constructeur à porter la marque Nissan et, également, la première à avoir une transmission aux roues avant (traction).

### Galerie

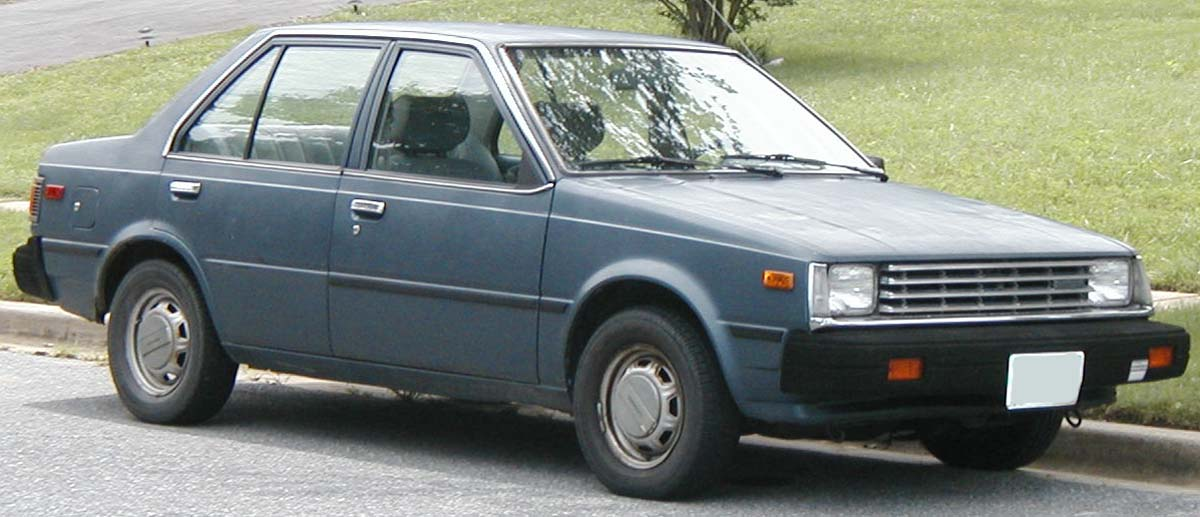
Nissan Sunny B11 (vendue sous l'appellation Sentra en Amérique du nord)

## Nissan Sunny B12

### Galerie

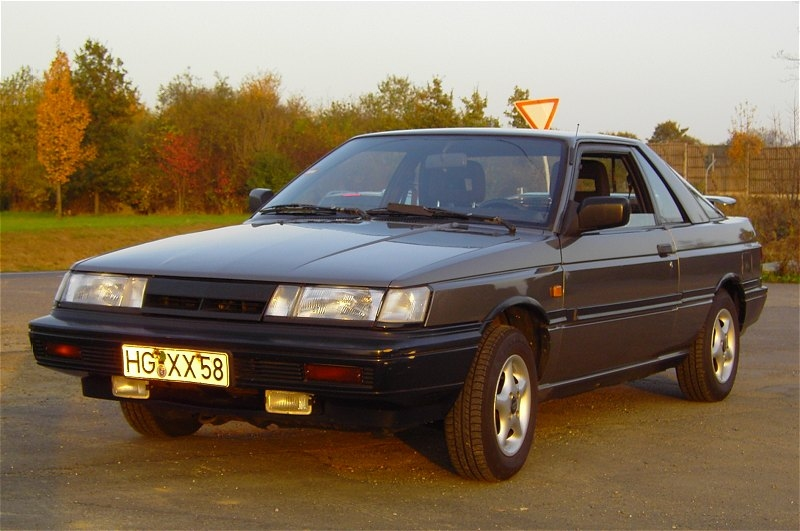
Nissan Sunny B12 Coupé
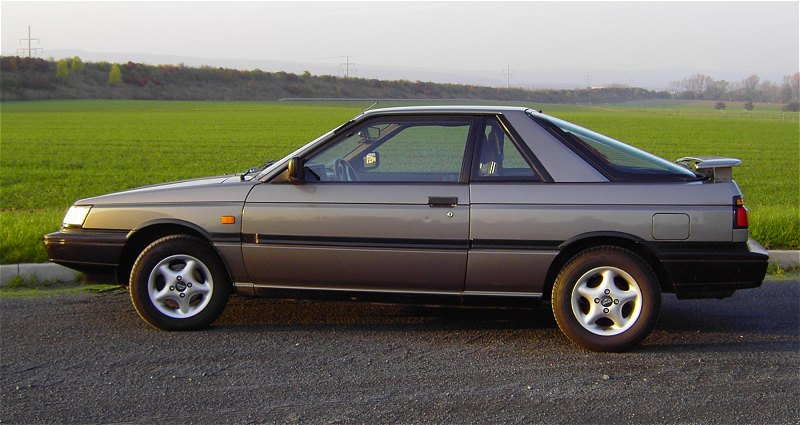
Nissan Sunny B12 Coupé
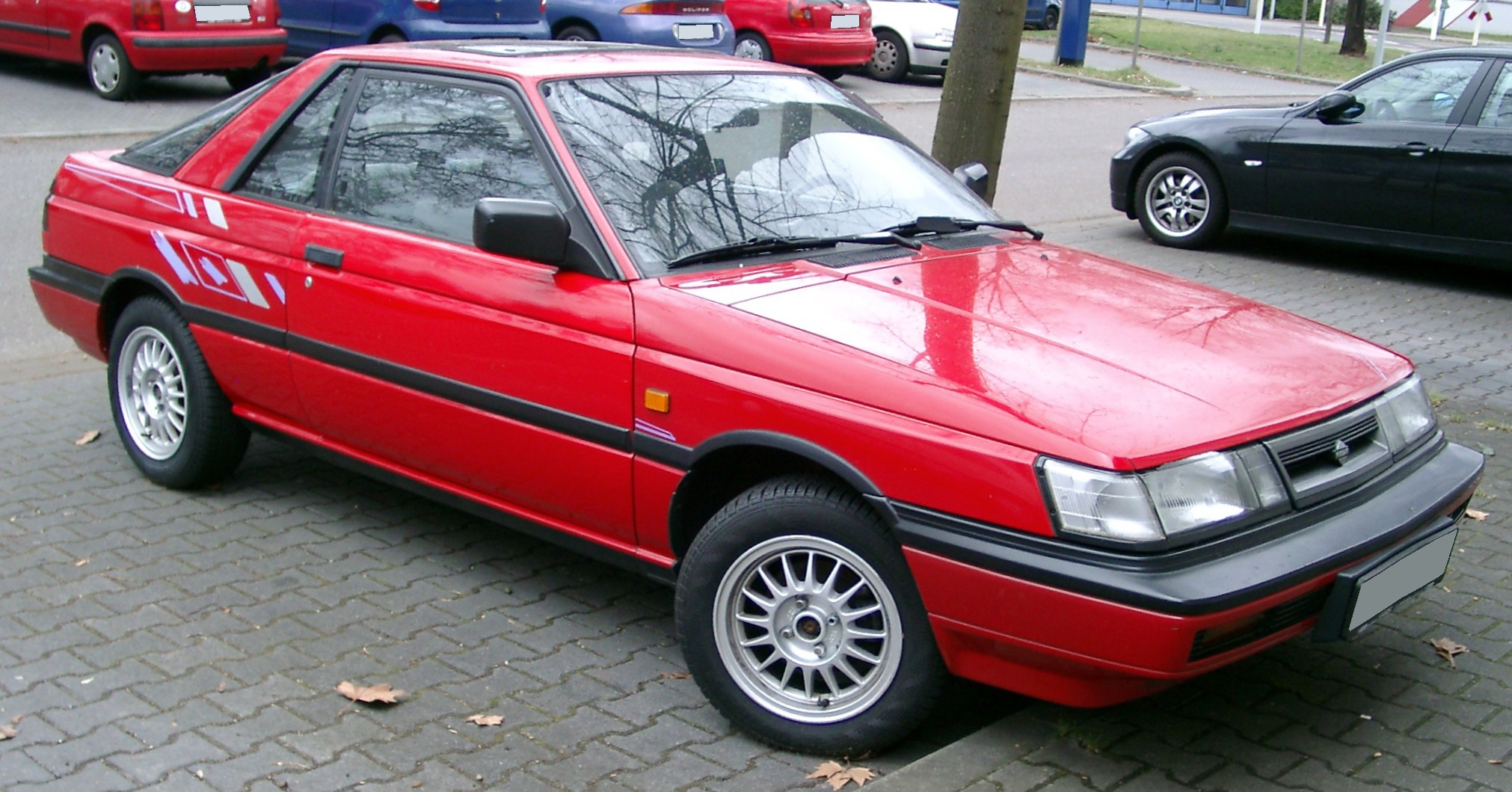
Nissan Sunny B12 Coupé
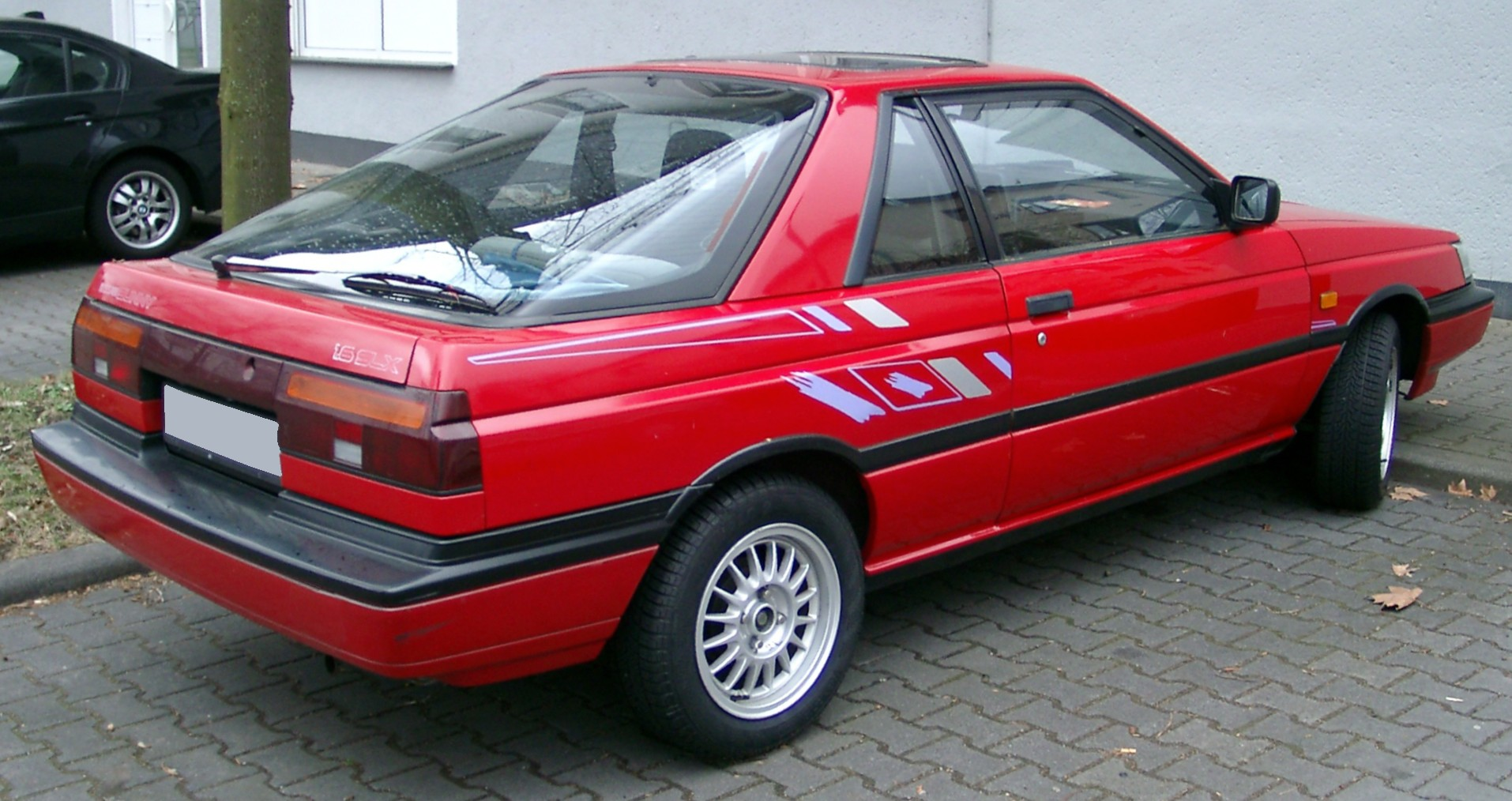
Nissan Sunny B12 Coupé

## Nissan Sunny B13

### Galerie

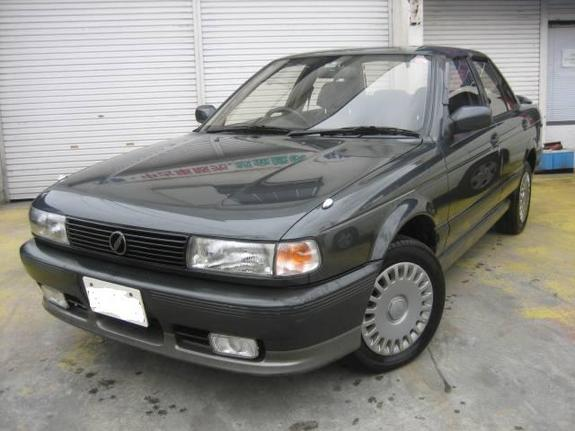
Nissan Sunny B13 4 portes
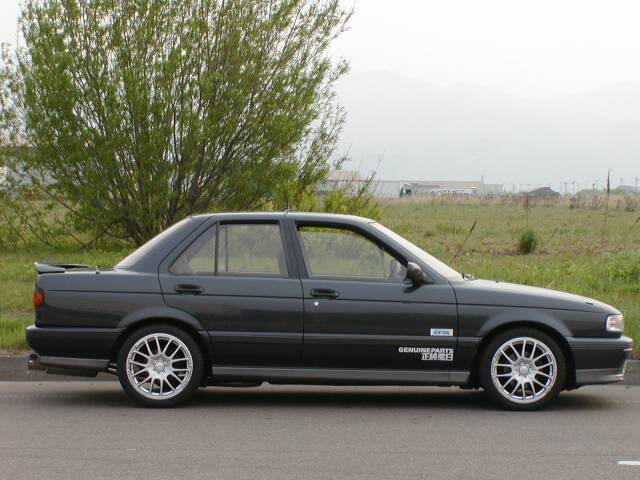
Nissan Sunny B13 4 portes
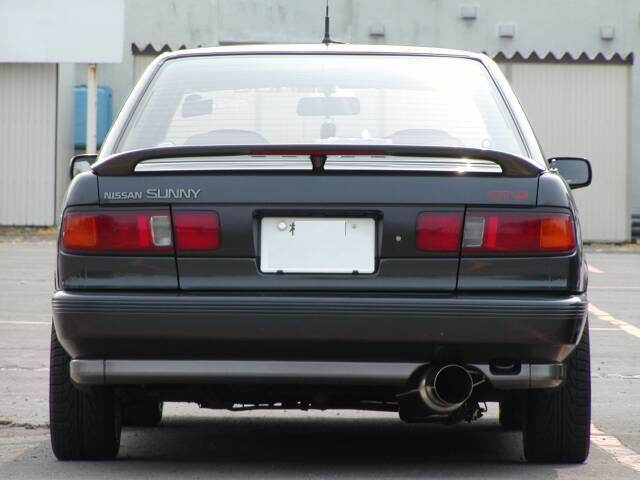
Nissan Sunny B13 4 portes

## Nissan Sunny N13

### Motorisations
1.8l twin cam 16 essence ca18de

### Galerie

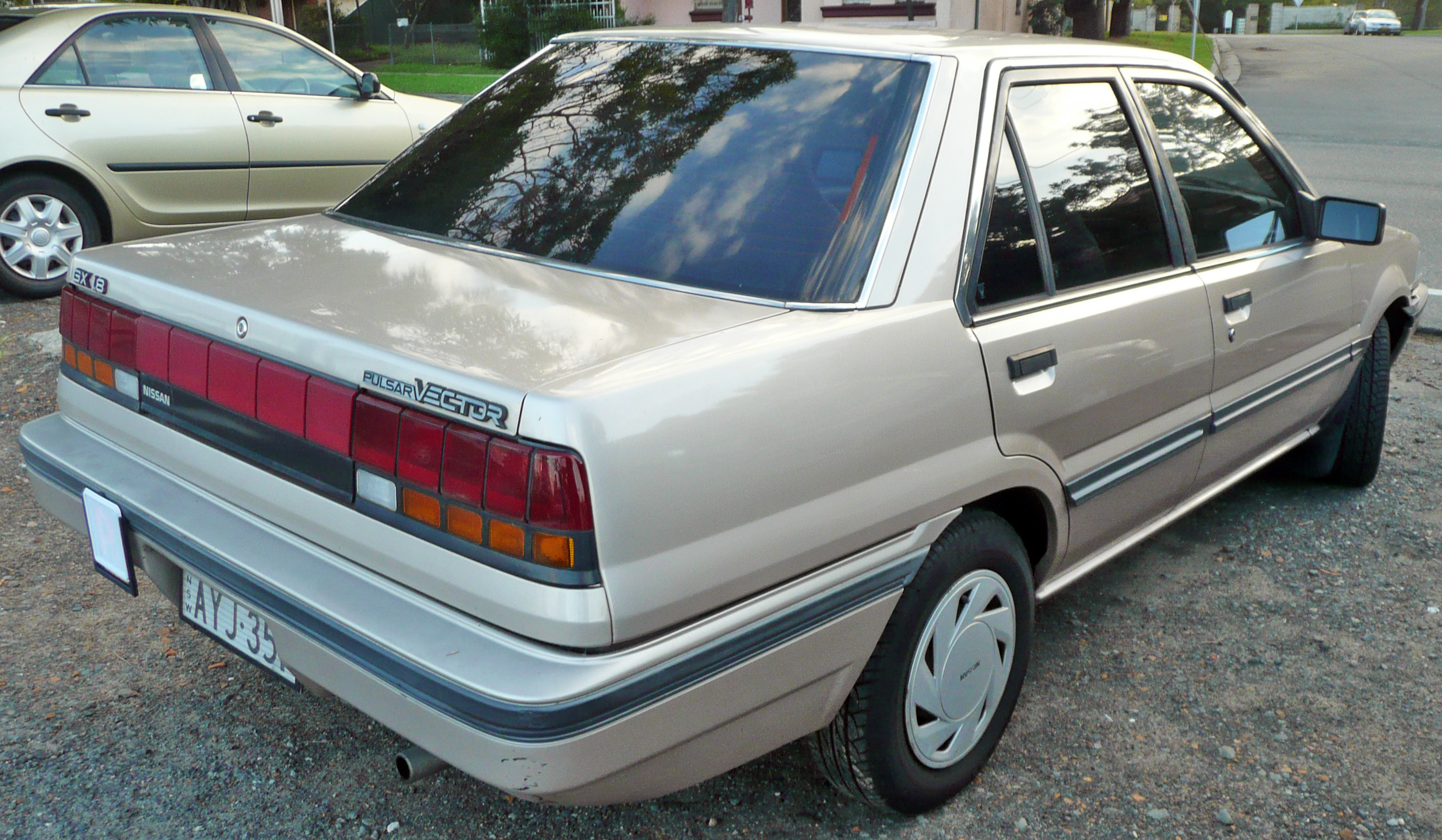
Nissan Sunny N13 4 portes de 1987-1989
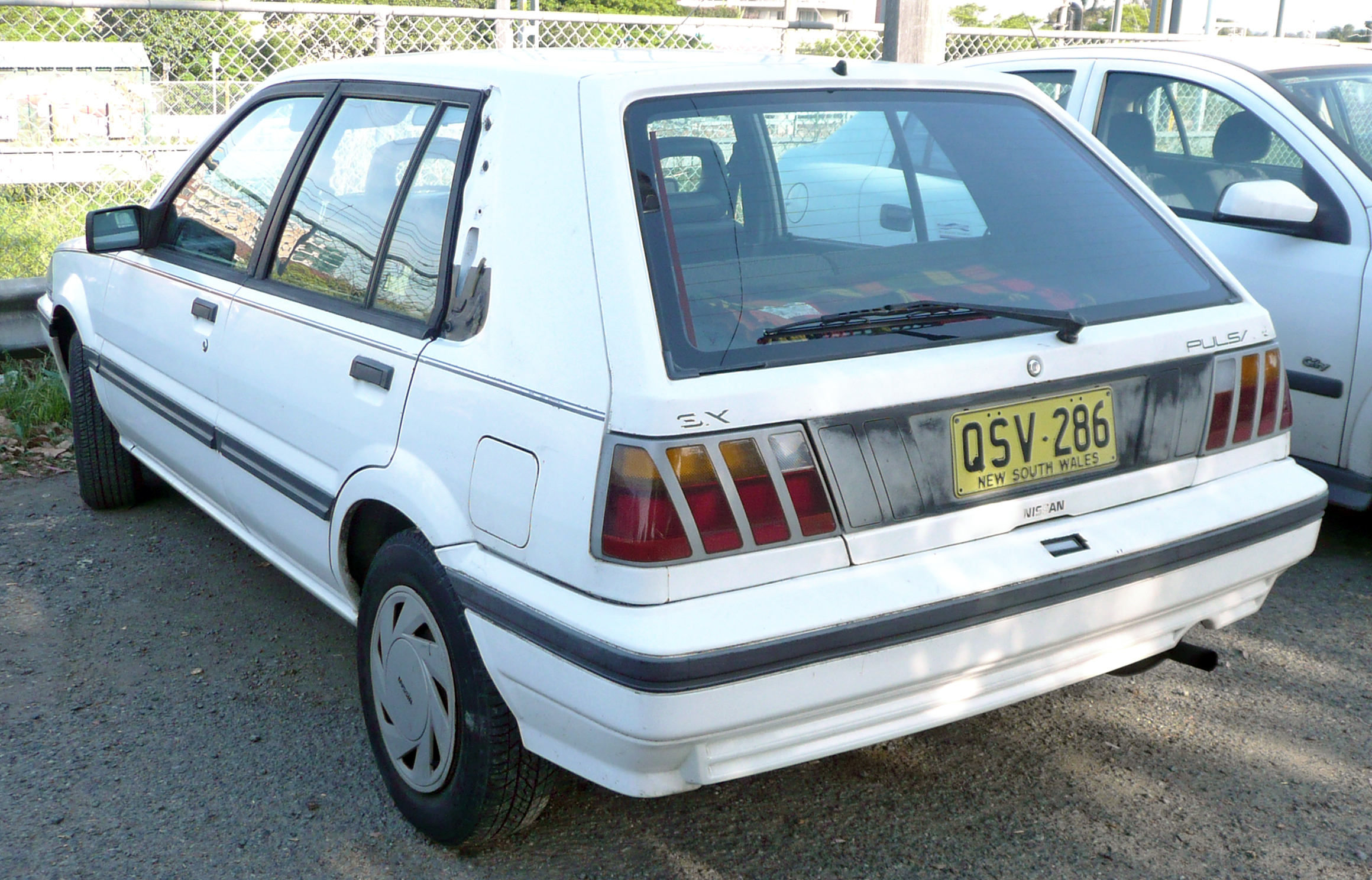
Nissan Sunny N13 5 portes de 1987-1989
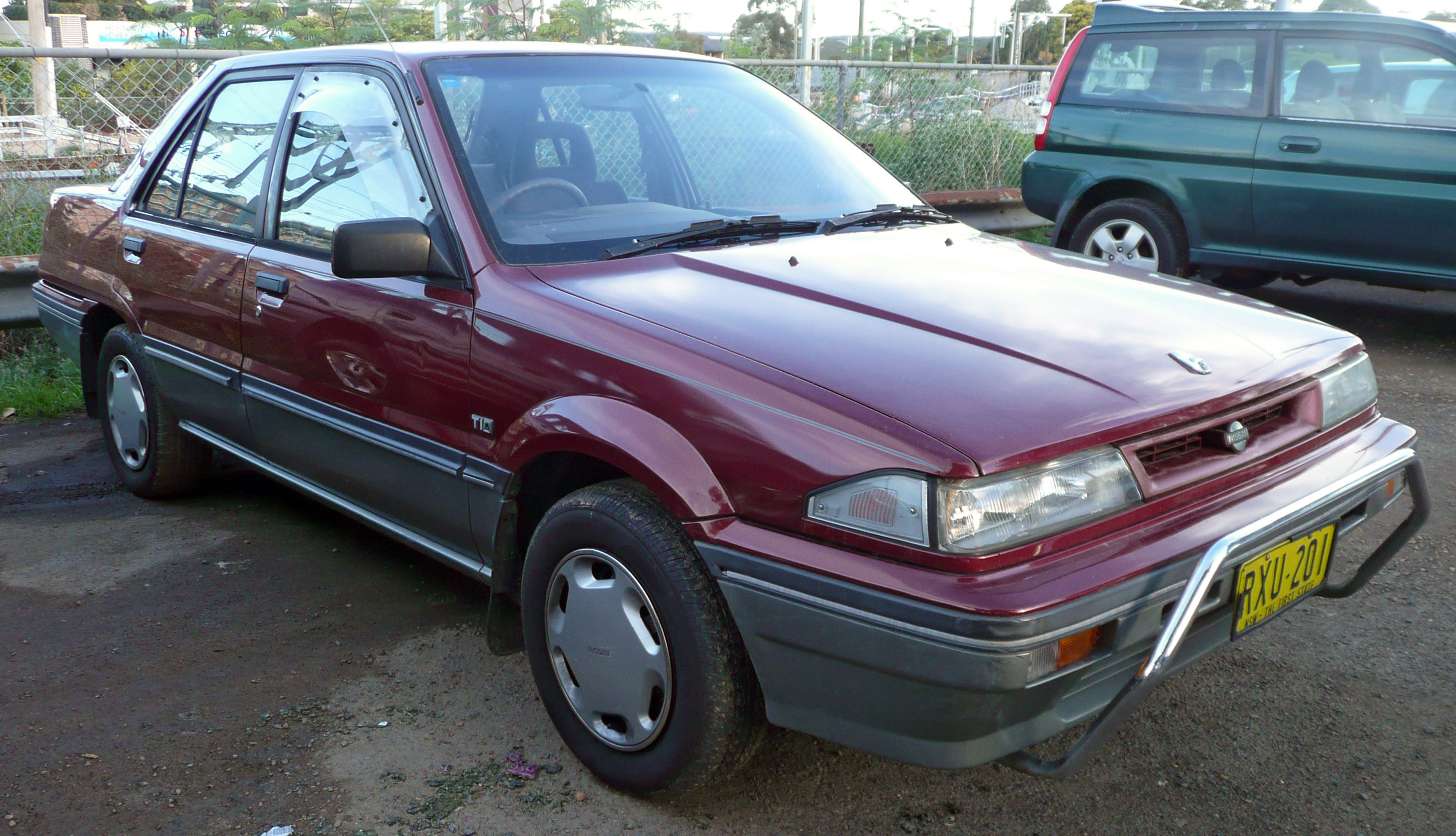
Nissan Sunny N13 4 portes de 1989-1991
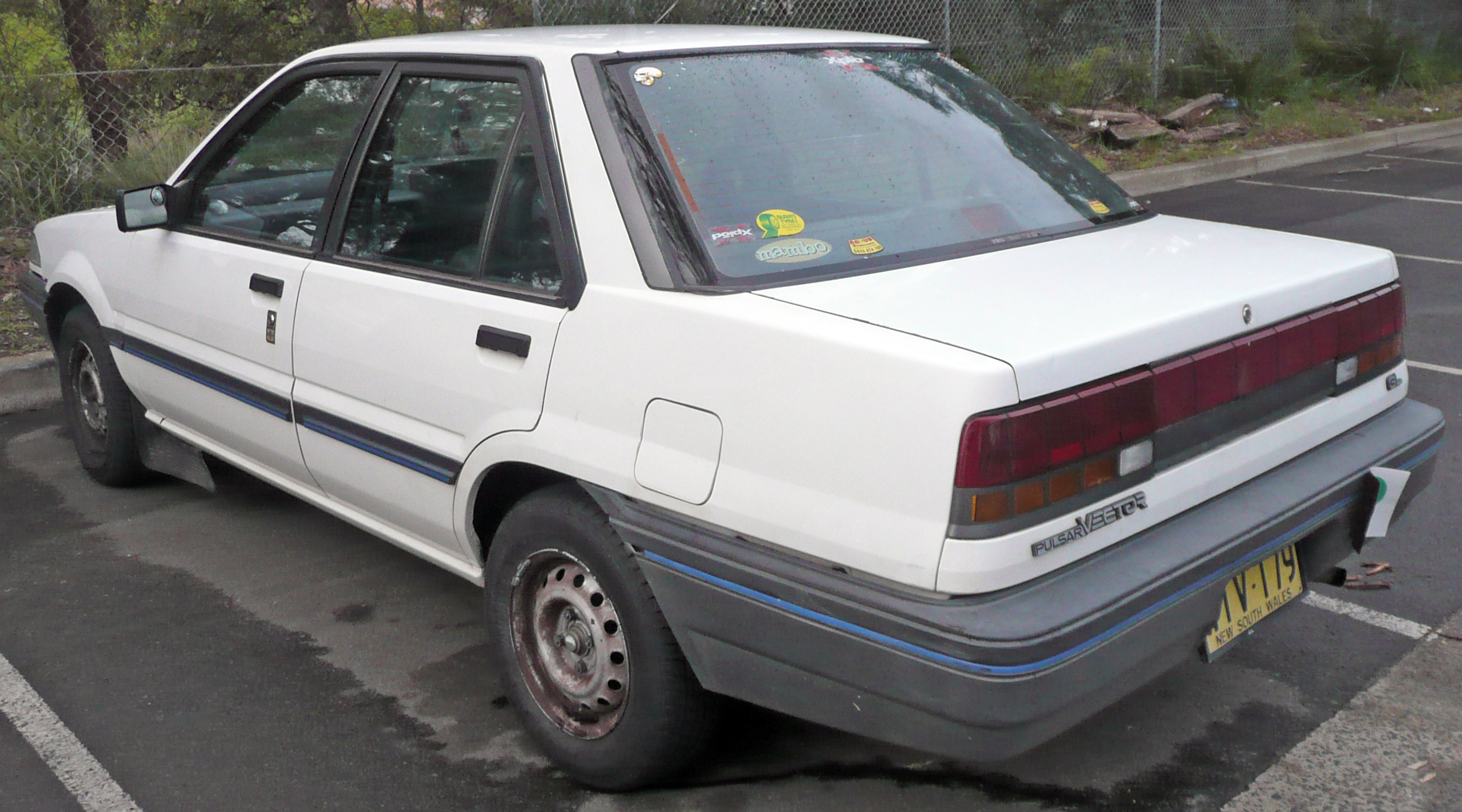
Nissan Sunny N13 4 portes de 1989-1991
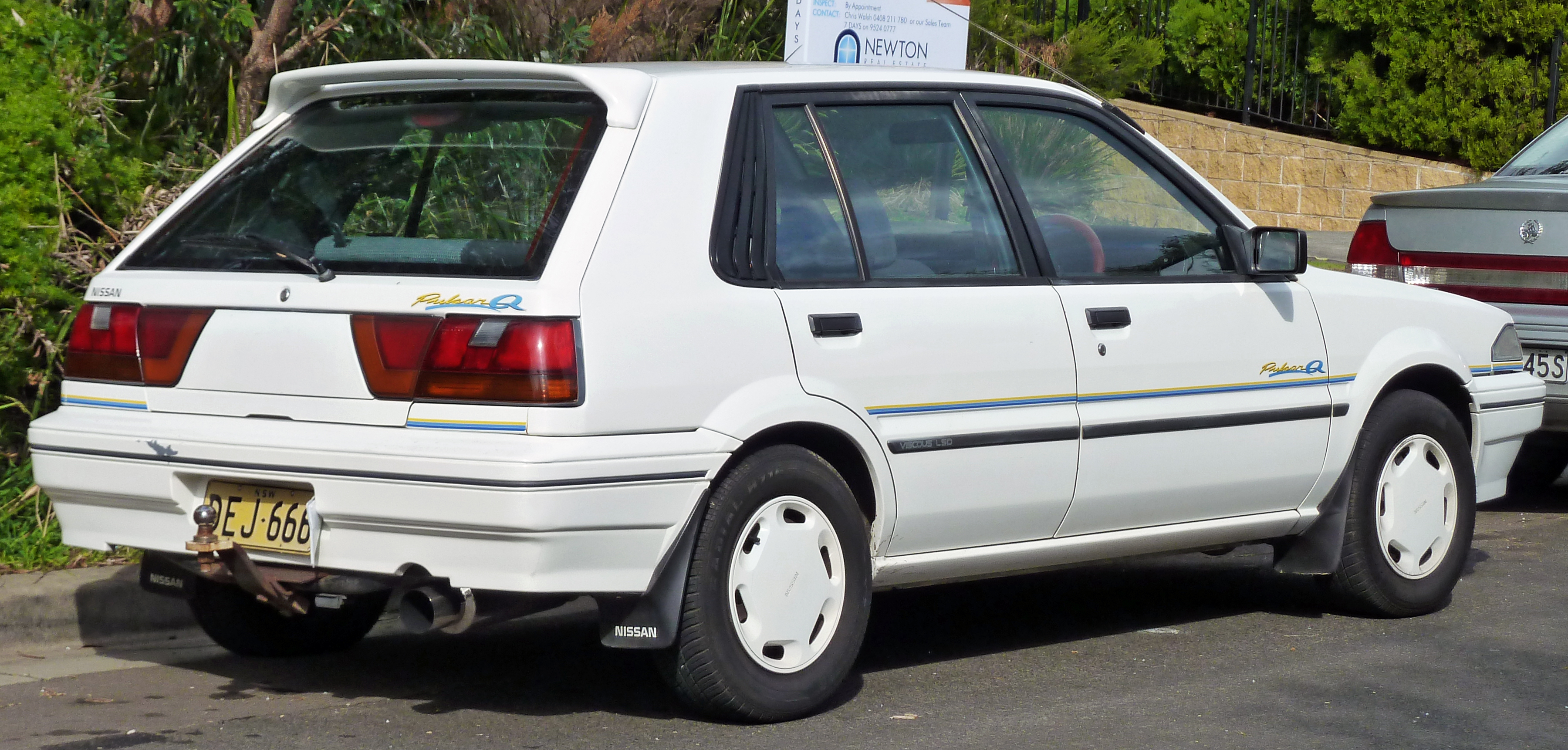
Nissan Sunny N13 5 portes de 1989-1991

Nissan sunny gt 12s
moteur GA 16i

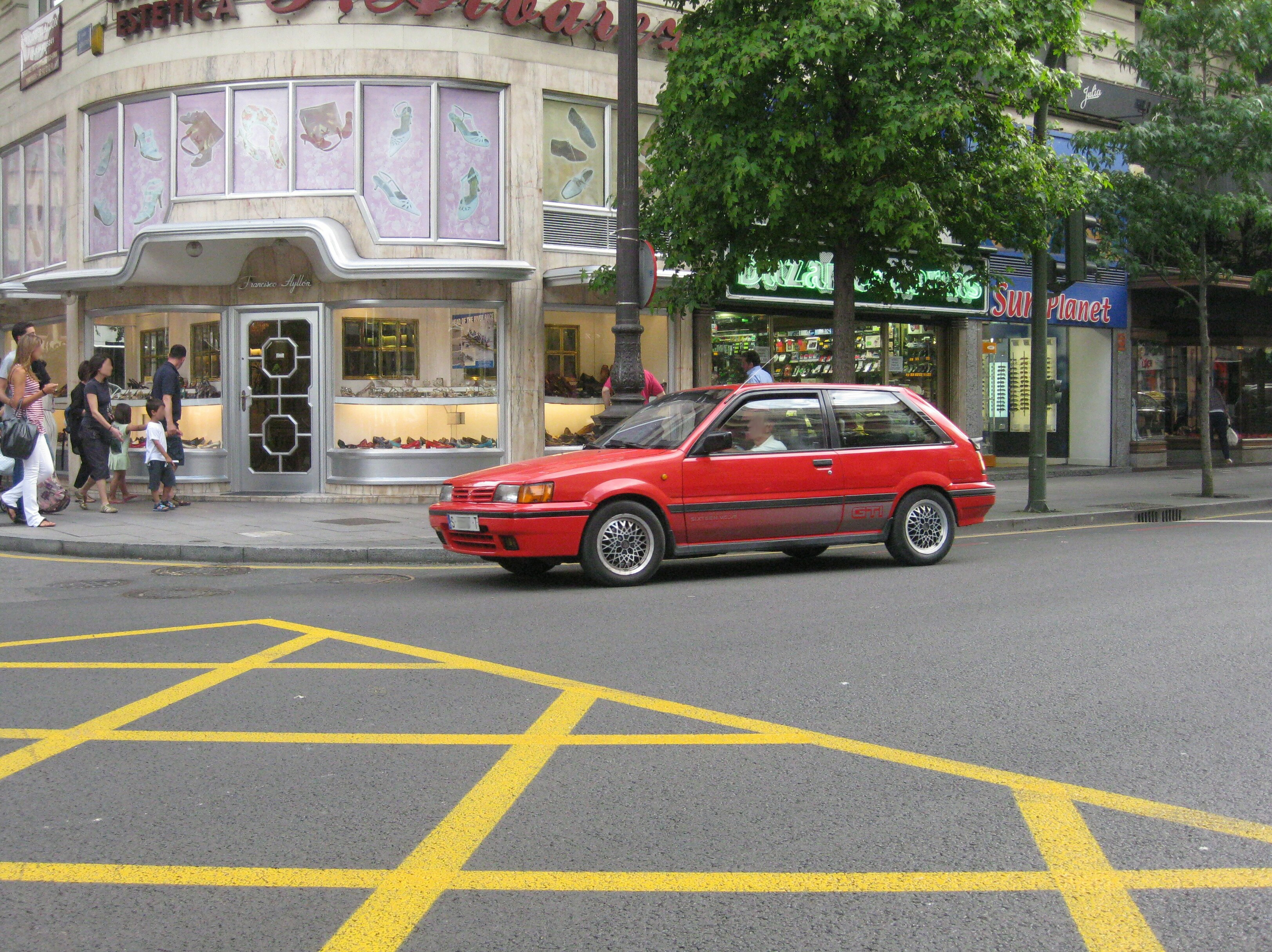
nissan sunny n13 gti

Le Nissan GA16i est un moteur à essence quatre temps à quatre cylindres en ligne à injection de carburant de 1,6 litre (1 597 cm3, 97,45 pouces cubes) de la famille Nissan GA. Le moteur GA16i a été produit de 1987 à 1990.
Le moteur Nissan GA16i est doté d'un bloc en fonte et d'une culasse en alliage d'aluminium avec un seul arbre à cames et 12 soupapes (3 par cylindre). Le moteur est équipé d'un système d'injection de carburant à corps de papillon.
L'alésage du cylindre et la course du piston sont respectivement de 76,0 mm (2,99 pouces) et 88,0 mm (3,46 pouces). Le taux de compression est de 9,4:1. Il produisait 94 ch (69 kW ; 92 ch) à 5 500 tr/min de puissance et 130 Nm (13,26 kg·m ; 95,94 pi·lb) à 3 200 tr/min de couple.
La répartition du code moteur est la suivante :
- GA – Famille de moteurs
- Cylindrée de 16 à 1,6 litre
- D – DACT (double arbres à cames en tête)
- i – Injection de carburant du corps de papillon

## Informations générales
| Spécifications du moteur  |                                                  |
| Code moteur               | GA16i                                            |
| Mise en page              | Quatre temps, Inline-4 (Straight-4)              |
| Type de carburant         | De l'essence                                     |
| Production                | 1987-1990                                        |
| Déplacement               | 1,6 L, 1 597 cm3 ( 97,45 pouces cubes)           |
| Système de carburant      | Injection de carburant du corps de papillon      |
| Additionneur de puissance | Aucun                                            |
| Puissance de sortie       | 94 ch (69 KW; 92 ch) à 5 500 tr/min              |
| Sortie de couple          | 130 Nm (13,26 kg·m ; 95,94 pi·lb) à 3 200 tr/min |
| Ordre de tir              | 1-3-4-2                                          |
| Dimensions (L x H x L) :  | –                                                |
| Poids                     | 330 lb (150 kg)                                  |

## Bloc-cylindres
Le moteur GA16i a un bloc-cylindres en fonte, l'alésage du cylindre est de 76,0 mm (2,99 pouces) et la course du piston est de 88,0 mm (3,46 pouces), le taux de compression est de 9,4:1. Les pistons sont équipés chacun de deux segments de compression et d'un seul segment d'huile. Le vilebrequin pour GA16i soutenu par cinq roulements principaux.
| Bloc-cylindres                                           |                                                          |                                             |
| Alliage de bloc-cylindres                                | Alliage de bloc-cylindres                                | Fonte                                       |
| Ratio de compression:                                    | Ratio de compression:                                    | 9.4:1                                       |
| Alésage du cylindre:                                     | Alésage du cylindre:                                     | 76,0 mm (2,992 pouces)                      |
| Course du piston :                                       | Course du piston :                                       | 88,0 mm (3,465 pouces)                      |
| Nombre de segments de piston (compression / huile) :     | Nombre de segments de piston (compression / huile) :     | 2/1 (1/1 – pour certains marchés)           |
| Nombre de roulements principaux :                        | Nombre de roulements principaux :                        | 5                                           |
| Hauteur du bloc :                                        | Hauteur du bloc :                                        | 213,95-214,05 mm (8,4232-8,4271 pouces)     |
| Diamètre intérieur du cylindre (standard) :              | Diamètre intérieur du cylindre (standard) :              | 76 000 à 76 010 mm (2 9921 à 2,9925 pouces) |
| Diamètre de la jupe du piston (standard) :               | Diamètre de la jupe du piston (standard) :               | 75,975-75,985 mm (29911-2,9915 pouces)      |
| Diamètre extérieur de l'axe de piston :                  | Diamètre extérieur de l'axe de piston :                  | 18,989-19,001 mm (0,7476-0,7481 pouces)     |
| Jeu latéral du segment de piston :                       | Haut                                                     | 0,040-0,080 mm (0,0016-0,0031 pouces)       |
| Jeu latéral du segment de piston :                       | Deuxième                                                 | 0,030-0,070 mm (0,0012-0,0028 pouces)       |
| Jeu d'extrémité de segment de piston :                   | Haut                                                     | 0,20-0,35 mm (0,0079-0,0138 pouces)         |
| Jeu d'extrémité de segment de piston :                   | Deuxième                                                 | 0,37-0,52 mm (0,0146-0,0205 pouces)         |
| Jeu d'extrémité de segment de piston :                   | Huile                                                    | 0,20-0,60 mm (0,0079-0,0236 pouces)         |
| Entraxe de bielle :                                      | Entraxe de bielle :                                      | 140,45-140,55 mm (5,5295-5,5335 pouces)     |
| Diamètre intérieur de la petite extrémité de la bielle : | Diamètre intérieur de la petite extrémité de la bielle : | 19,000-19,012 mm (0,7480-0,7485 pouces)     |
| Diamètre intérieur de la tête de bielle :                | Diamètre intérieur de la tête de bielle :                | 43,000-43,013 mm (1,6929-1,6934 pouces)     |
| Diamètre du tourillon de vilebrequin :                   | Diamètre du tourillon de vilebrequin :                   | 49,956-49,964 mm (1,9668-1,9671 pouces)     |
| Diamètre du maneton :                                    | Diamètre du maneton :                                    | 39,968-39,974 mm (1,5735-1,5738 pouces)     |
| Entraxe du vilebrequin :                                 | Entraxe du vilebrequin :                                 | 43,95-44,05 mm (1,7303-1,7342 pouces)       |

## Culasse
Le moteur est doté d'une culasse en aluminium avec une seule chaîne entraînée par un arbre à cames en tête et douze soupapes (trois par cylindre). Les soupapes d'admission ont un diamètre de 29,0 mm (1,142 po) et les soupapes d'échappement mesurent 33 mm (1,299). La durée d'admission est de 221°, la durée d'échappement est de 236°.
Les premières versions du GA16i étaient équipées de culbuteurs réglables manuellement. Les Nissan Sentra (1989-1990) du marché nord-américain ont reçu les culbuteurs hydrauliques.
| Culasse                                 |                                         |                                             |
| Alliage de culasse                      | Alliage de culasse                      | Aluminium                                   |
| Hauteur de culasse :                    | Hauteur de culasse :                    | 120,60-120,80 mm (4,7480-4,7559 pouces)     |
| Disposition des vannes :                | Disposition des vannes :                | DACT, entraînement par chaîne               |
| Durée de prise en charge :              | Durée de prise en charge :              | 221°                                        |
| Durée d'échappement :                   | Durée d'échappement :                   | 236°                                        |
| Diamètre de la tête de soupape :        | ADMISSION                               | 29,0-29,2 mm (1,124-1,150 pouces)           |
| Diamètre de la tête de soupape :        | ÉCHAPPEMENT                             | 32,8-33,0 mm (1,291-1,299 pouces)           |
| Longueur de la vanne :                  | ADMISSION                               | 113,25-113,85 mm (4,4587-4,4823 pouces)     |
| Longueur de la vanne :                  | ÉCHAPPEMENT                             | 115,97-116,57 mm (4,5657-4,5894 pouces)     |
| Diamètre de la tige de valve :          | ADMISSION                               | 5,965-5,980 mm (0,2348-0,2354 pouces)       |
| Diamètre de la tige de valve :          | ÉCHAPPEMENT                             | 6,558-6,570 mm (0,2582-0,2587 pouces)       |
| Hauteur de came :                       | ADMISSION                               | 35,993-36,123 mm (1,4147-1,4222 pouces)     |
| Hauteur de came :                       | ÉCHAPPEMENT                             | 35,746-35,936 mm (1,4073-1,4148 pouces)     |
| Diamètre du tourillon d'arbre à cames : | Diamètre du tourillon d'arbre à cames : | 41,935-41,955 mm (1,6510-1,6518 pouces)/td> |

## Données d'entretien
| Pression de compression                              |                                                                                           |
| Standard                                             | 12,7 kg/cm2 ( 181 psi) / 350 tr/min                                                       |
| Minimum                                              | 10,0 kg/cm2 ( 142 psi) / 350 tr/min                                                       |
| Limite différentielle de compression entre cylindres | 1 kg/cm 2 (0,98 bar, 14 psi) / 350 tr/min                                                 |
| Système d'huile                                      |                                                                                           |
| Consommation d'huile, L/1 000 km (qt. par miles)     | jusqu'à 0,5 (1 pinte par 1 200 milles)                                                    |
| Huile moteur recommandée                             | 5W-30 5W-40 10W-30 10W-40                                                                 |
| API de type d'huile                                  | SE, SF, SG ou SH                                                                          |
| Capacité d'huile moteur (capacité de remplissage)    | Avec changement de filtre 3,2 l (3-3/8 US qt.) Sans changement de filtre 2,8 l (3 US qt.) |
| Intervalle de vidange d'huile, km (miles)            | 12 000 (7 500)                                                                            |
| Pression d'huile, kPa (kg/cm 2, psi)                 | Régime de ralenti : 49-186 (0,5-1,9, 7-27) 3 000 tr/min : 392-490 (4,0-5,0, 57-71)        |
| Système de mise à feu                                |                                                                                           |
| Bougie d'allumage                                    | Norme : BKPR5ES-11                                                                        |
| Ecartement électrode bougie                          | 1,0-1,1 mm (0,039-0,043 pouces)                                                           |
| Couple de bougie d'allumage                          | 19,6-29,4 Nm (2,00-3,00 kg⋅m, 14,3-21,7 lb·pi)                                            |

## Application véhicules
| Modèle                | Années de production |
| Nissan Sentra B12     | 1987-1990            |
| Nissan Ensoleillé N13 | 1987-1990            |
| Nissan EXA N13        | 1987-1990            |

## Nissan Sunny N14

### Description
Le Model Sunny/Pulsar GTi-R et Speciale / homologation homologation rallye
C'est le seul avec Turbo et 4WD d'origine.
- SR20DET 1 998 cm3, 220 ch (169 kW) à 6 400 tr/min, 280 N m à 4 800 tr/min 4WD
- le turbo du modèle GTi-R est réglé à 0,72 bar d'origine (230 ch). La version rallye est modifiée pour 1 bar (300 ch)

Comparaison avec:
- GA16DE 1 596 cm3, 81 kW à 6 000 tr/min, 150 N m à 4 000 tr/min FWD
- SR20DE 1 998 cm3, 143 ch (105 kW) à 6 400 tr/min, 180 N m à 4 800 tr/min FWD

Group-A WRC
Round 4 - 39th Martini Safari Rally Kenya
- Stig Blomqvist - 5th
- Mike Kirkland - 7th
- David Llewellin - DNF (Accident)

Round 6 - 38th Acropolis Rally
- David Llewellin - 9th
- Stig Blomqvist - DNF (Differential)

Round 9 - 41st 1000 Lakes Rally
- Stig Blomqvist - 8th
- David Llewellin - 10th

Round 14 - 47th Lombard RAC Rally
- Stig Blomqvist - DNF (Suspension)
- David Llewellin - DNF (Electrical)

?
1992 Group-A WRC
Round 1 - 60th Rallye Automobile de Monte-Carlo
- Francois Chatriot - 7th
- Tommi Makinen - 9th

Round 2 - 41st International Swedish Rally
- Stig Blomqvist - 3rd (BEST RESULT)

Round 3 - 25th Rallye de Portugal
- Francois Chatriot - 6th
- Tommi Makinen - DNF (Accident)

Round 9 - 42nd 1000 Lakes Rally
- Stig Blomqvist - DNF (Engine)
- Tommi Makinen - DNF (Gearbox)

Round 14 - 48th Lombard RAC Rally
- Tommi Makinen - 8th
- Stig Blomqvist - DNF (Accident)

Group-N Champions!
1992 Group-N Results
Round 3 - 26th Rallye de Portugal
- Grégoire de Mevius- 3rd (13th overall)

Round 4 - 40th Martini Safari Rally Kenya
- Hiroshi Nishiyama - 3rd (16th overall)

Round 6 - 39th Acropolis Rally
- Grégoire de Mevius - 1st (9th overall)

Round 8 - 12th Rally Argentina
- Hiroshi Nishiyama - 2nd (9th overall)
- Grégoire de Mevius - DNF (Late for start)

Round 9 - 42nd 1000 Lakes Rally
- Grégoire de Mevius - 3rd (13 overall)

Round 12 - 24th Rallye Côte d'Ivoire Bandama
- Hiroshi Nishiyama - 1st (4th overall)
- Grégoire de Mevius - DNF (Engine)

Round 14 - 48th Lombard RAC Rally
- Grégoire de Mevius - 2nd (14 overall)

### Galerie

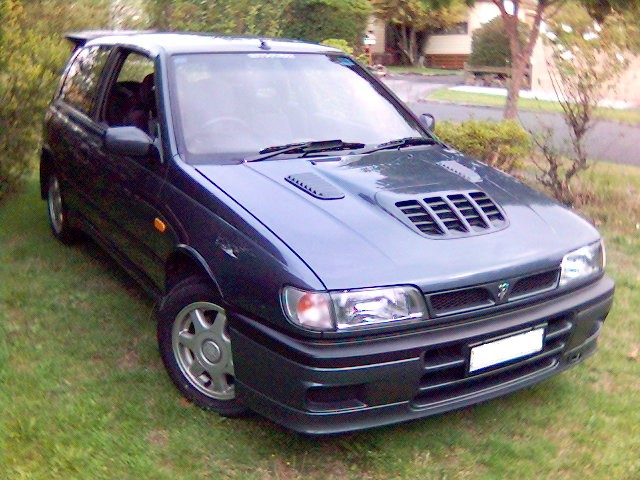
Nissan Sunny/Pulsar N14 3 portes (Japon)

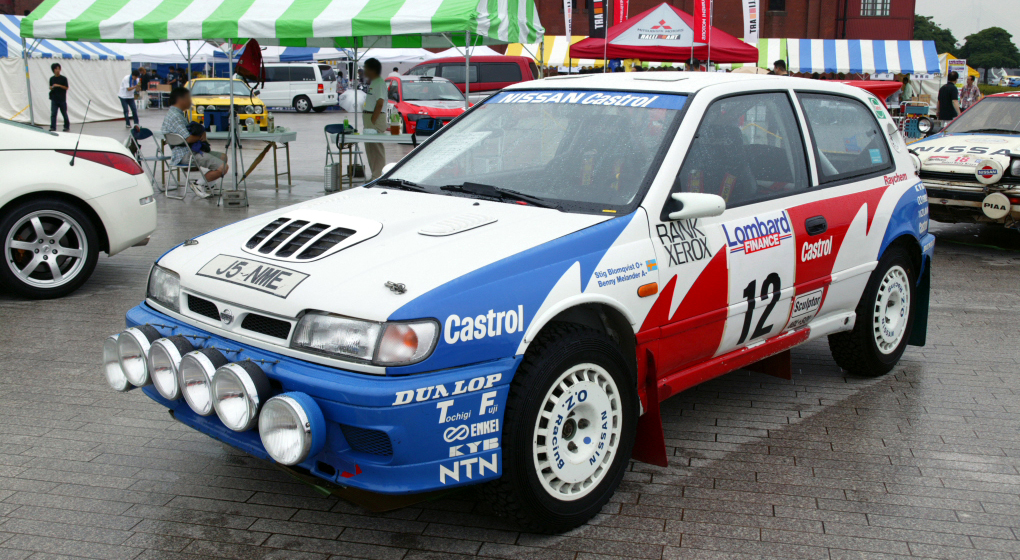
WRC Rally CAR

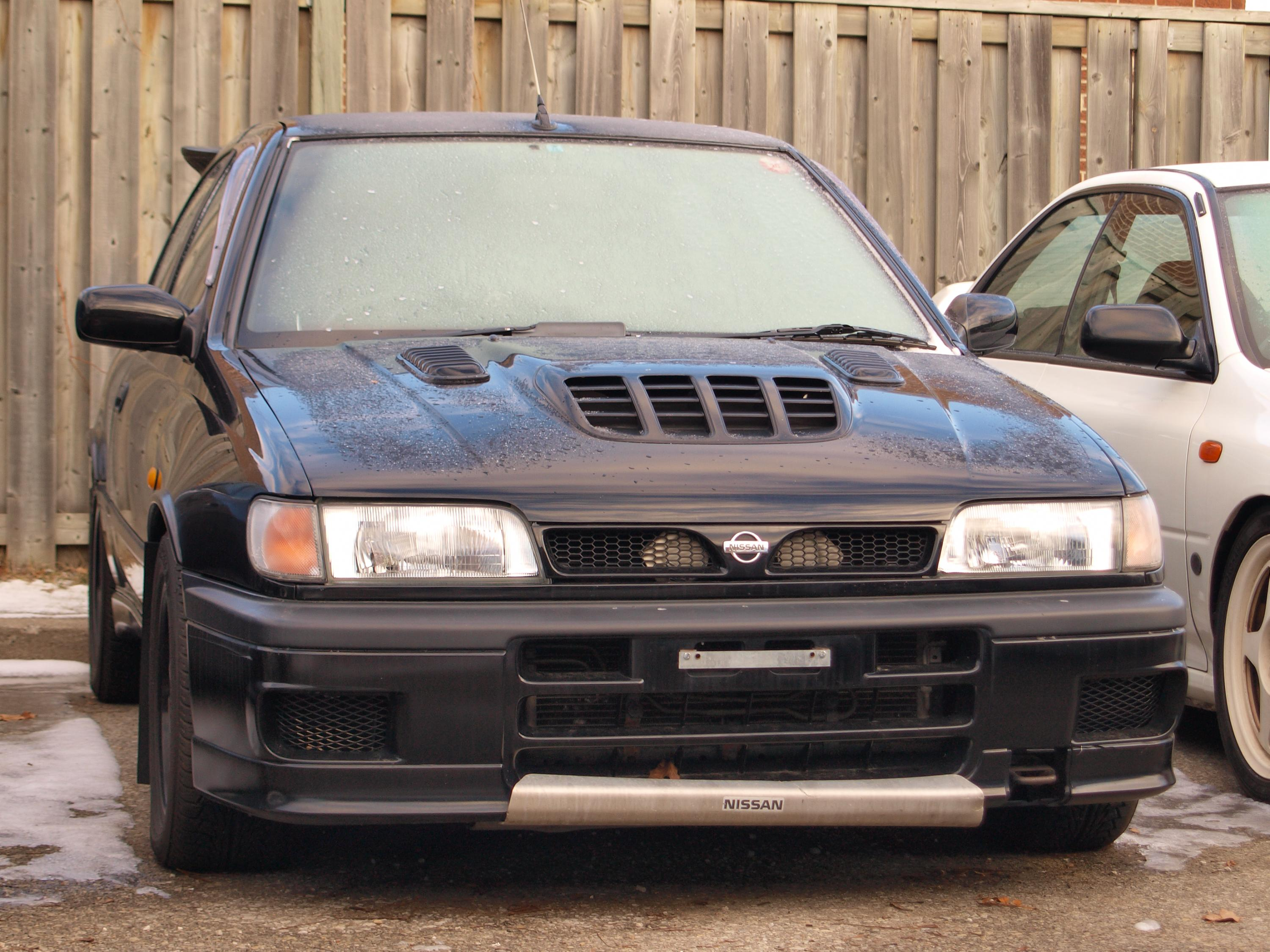
GTi-R

## Nissan Sunny B14

### Galerie

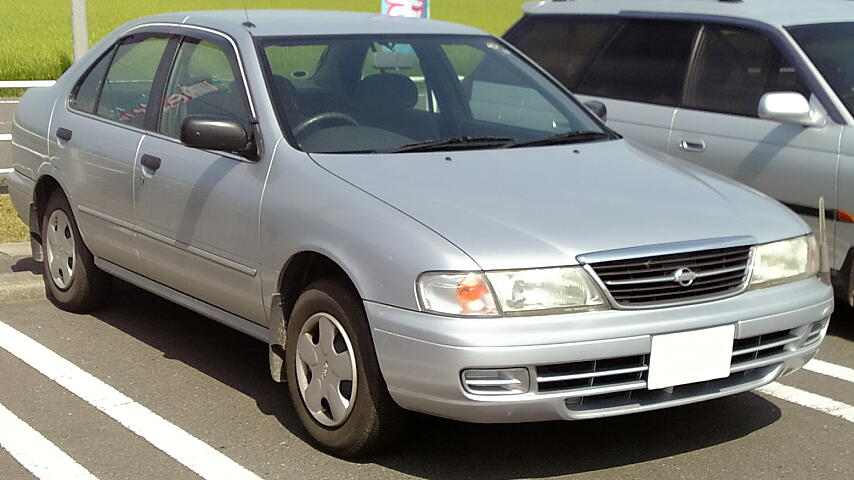
Nissan Sunny B14
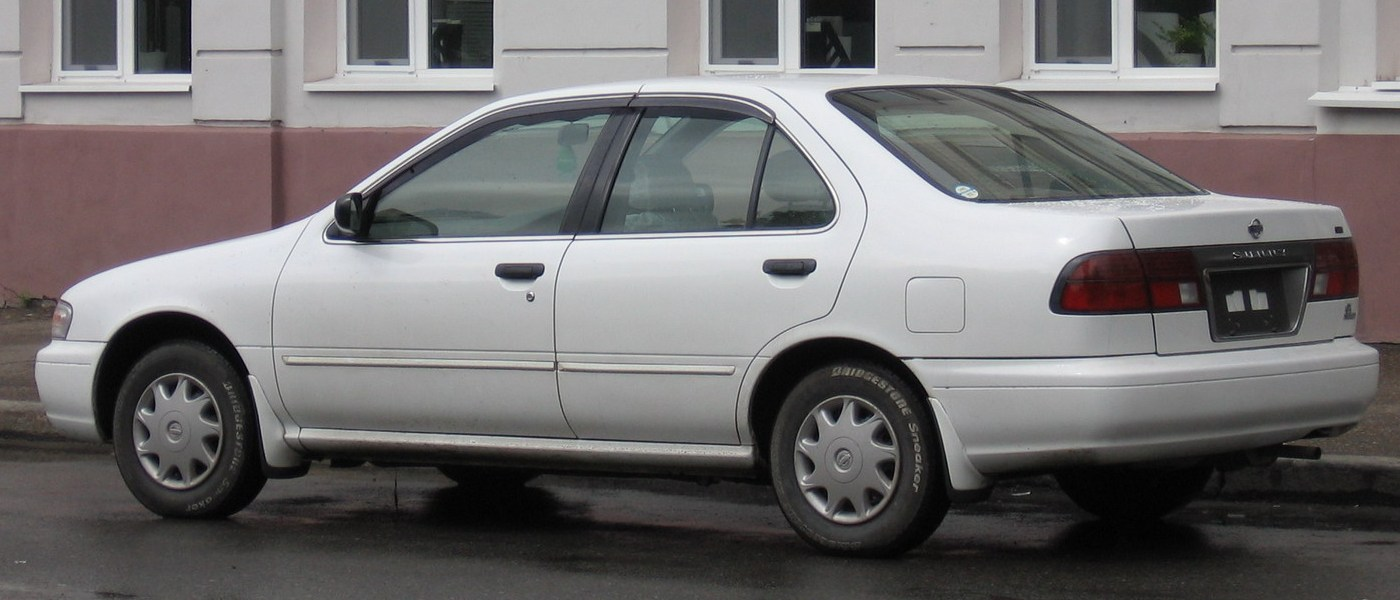
Nissan Sunny B14

## Nissan Sunny N15

### Description
Ce modèle a été vendu en Europe sous l'appellation Nissan Almera.

## Nissan Sunny N16

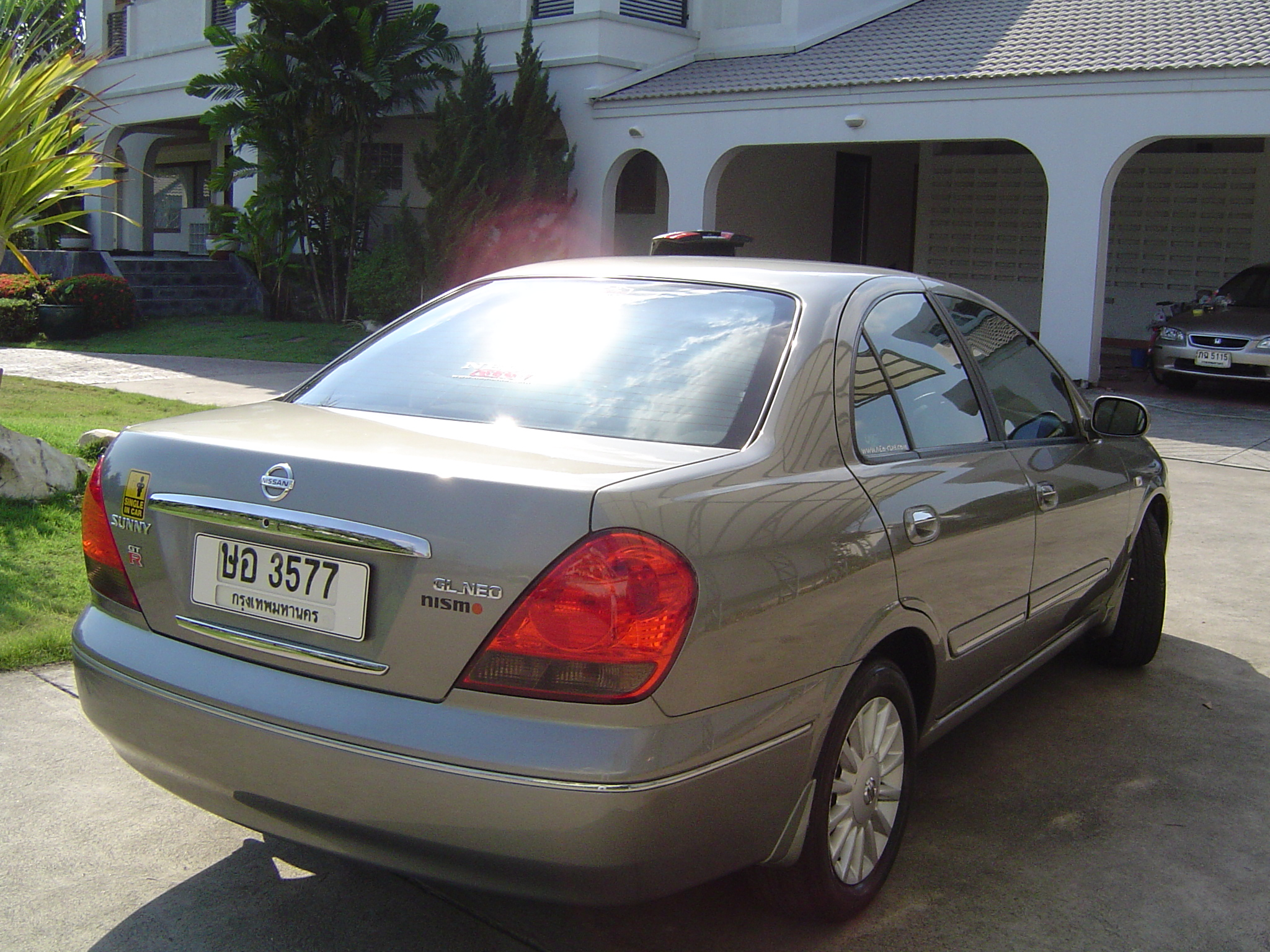

### Renault Scala II

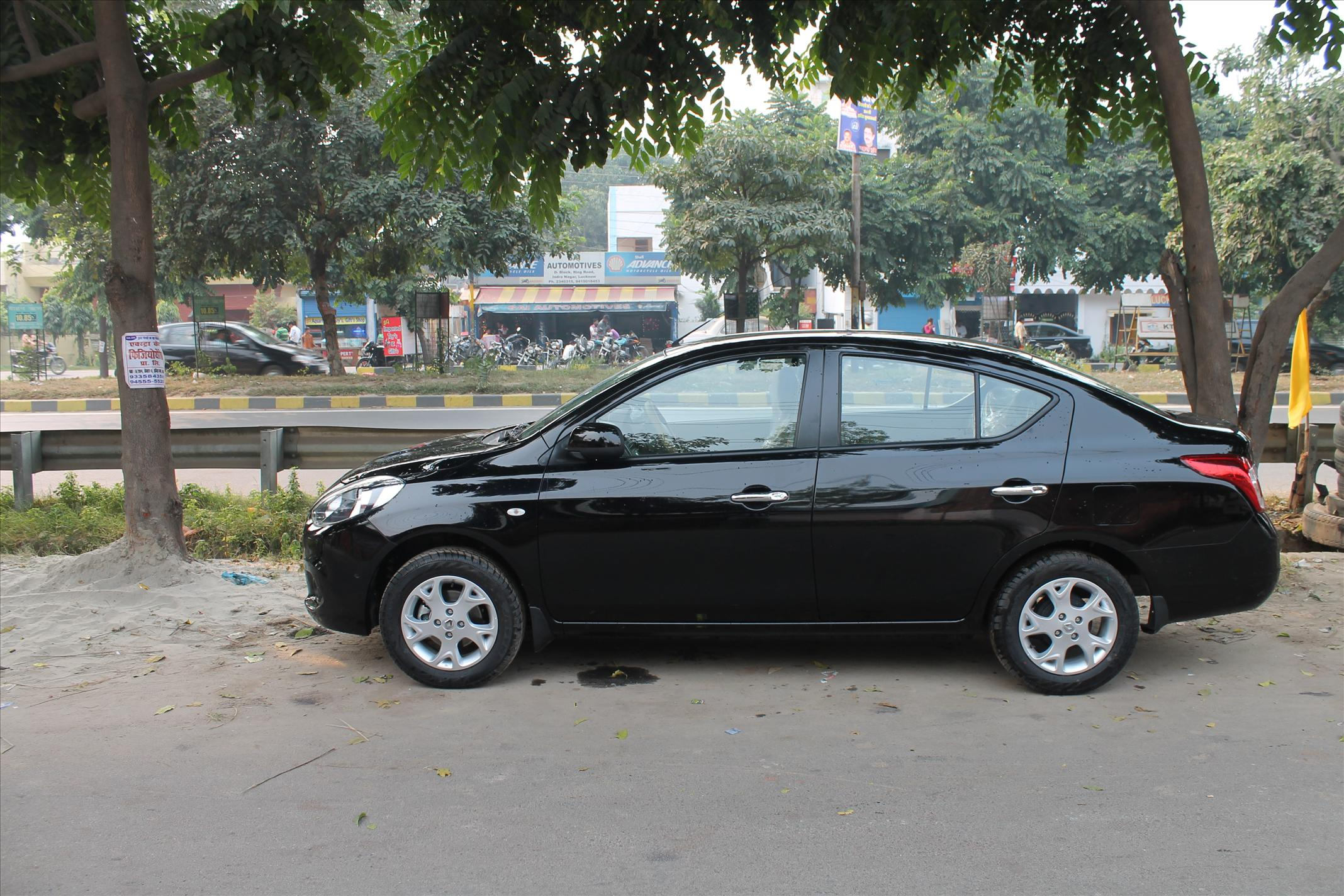
Renault Scala II

### Galerie

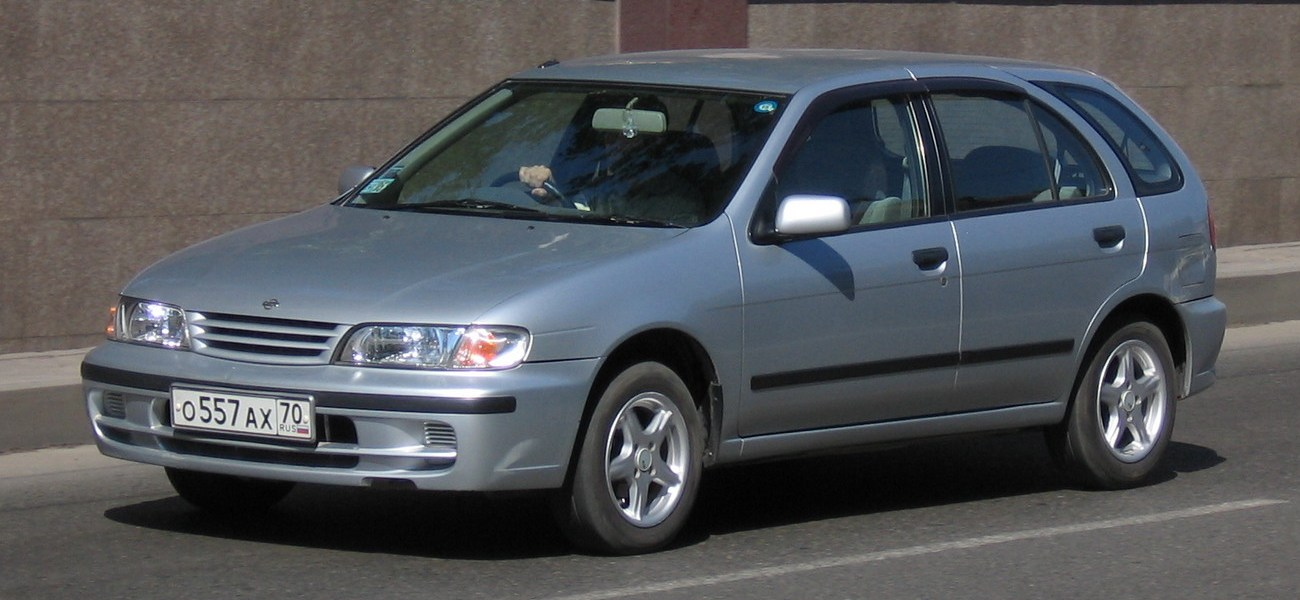
Nissan Sunny N15 de 1997

## Nissan Sunny B15

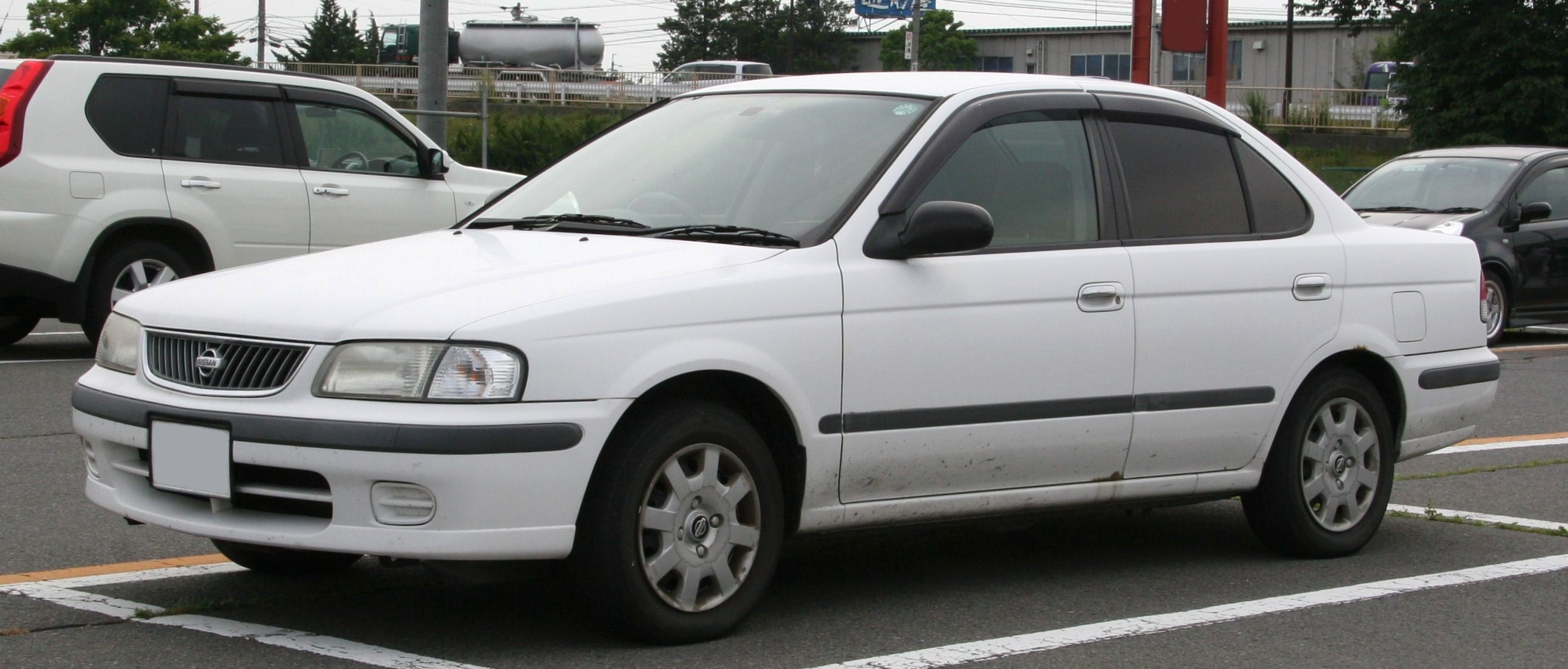
Nissan Sunn B15

### Description
Ce modèle a été vendu en Europe sous l'appellation Nissan Almera.